# Värmskogs församling

vapen

Värmskogs församling är en församling i Grums pastorat i Södra Värmlands kontrakt i Karlstads stift. Församlingen ligger i Grums kommun i Värmlands län.

## Administrativ historik
Församlingen har medeltida ursprung.
Församlingen var till 1992 annexförsamling i pastoratet Stavnäs och Värmskog som även omfattade Glava församling till 1 maj 1875, Högeruds församling från 1646, Brunskogs församling till 25 februari 1621 och Boda församling mellan 28 januari 1616 och 25 februari 1621. Från 1992 ingår församlingen i Grums pastorat.

## Organister
| Period    | Namn                  | Levnadstid | Övrigt   |
| --------- | --------------------- | ---------- | -------- |
| 1857-1884 | Anders Olsson Nyström | 1815-1884  | Organist |

## Kyrkor
- Värmskogs kyrka